# 颜哙

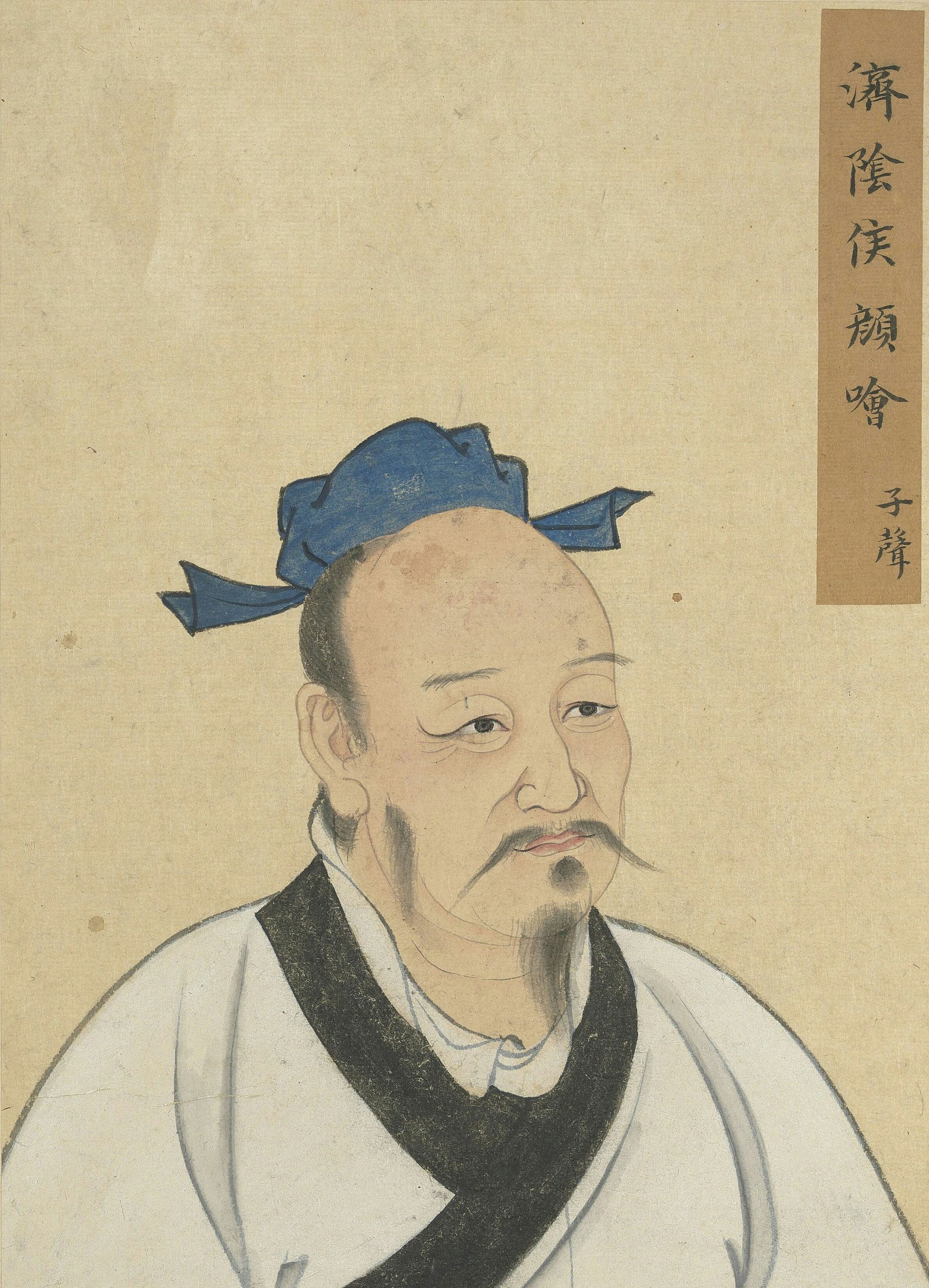
顏噲

颜哙（？—？），字子声。春秋时期魯國人。孔子弟子。

## 生平
颜哙事跡不詳。 

## 歷代追封
- 漢明帝永平十五年（72年）從祀孔廟。
- 唐玄宗開元二十七年（739年）封朱虚伯。
- 宋真宗大中祥符二年（1009年）封济阴侯。
- 明世宗嘉靖九年（1530年）封先賢颜子。